# ناحیه روکیگا
ناحیه روکیگا (به لاتین: Rukiga District) یک منطقهٔ مسکونی در اوگاندا است که در استان غربی، اوگاندا واقع شده‌است. ناحیه روکیگا ۴۲۶٫۳ کیلومتر مربع مساحت و ۱۰۰٬۷۲۶ نفر جمعیت دارد.